# 破多罗夫人
破多罗夫人（?—?），十六国夏國开国皇帝刘勃勃的第一个正妻，391年，铁弗部刘卫辰被北魏拓跋珪所杀，刘卫辰的儿子刘勃勃逃奔薛干部，薛干酋长阿利潜把刘勃勃送给后秦高平公没弈干，没弈干就把女儿嫁给刘勃勃。